# Profronde Westland

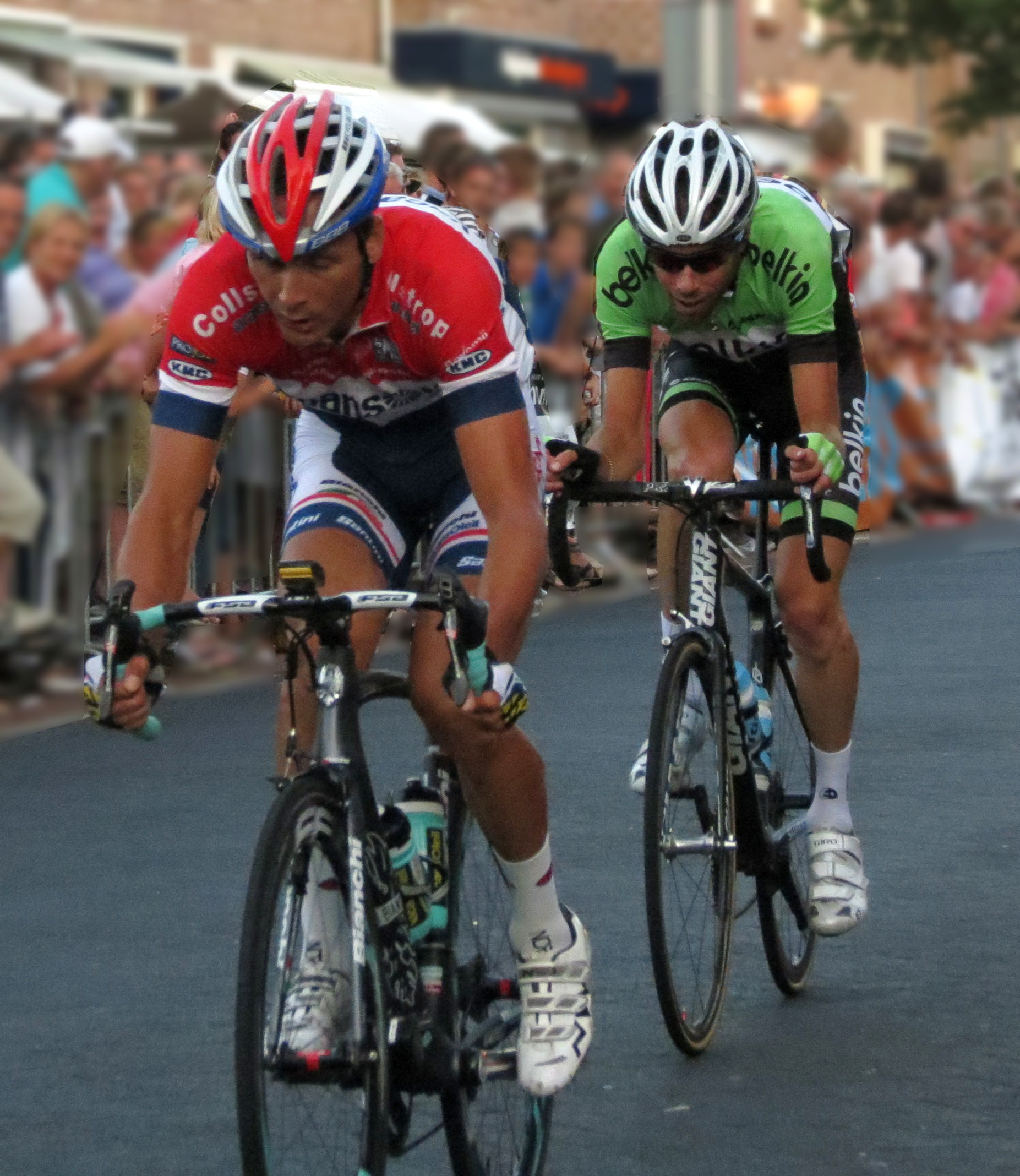
Johnny Hoogerland (links) en Laurens ten Dam (rechts) tijdens de Wateringse Wielerdag 2013. Johnny Hoogerland won, Laurens ten Dam, de winnaar van 2012, werd tweede.

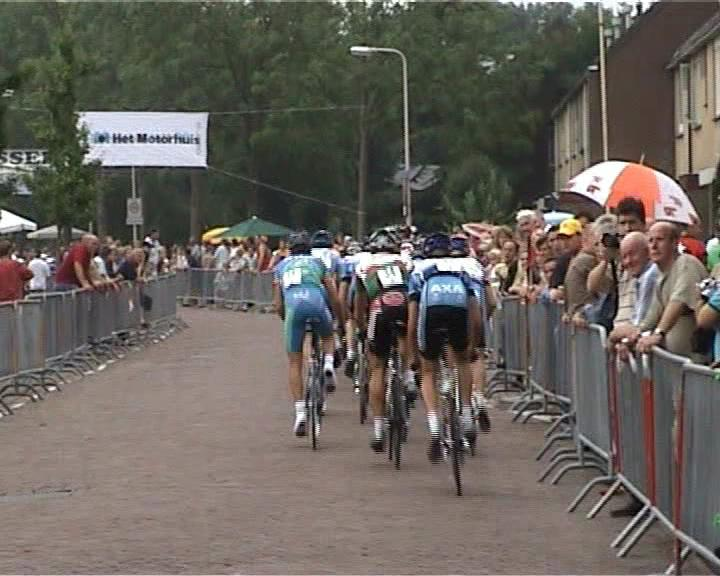
Wateringse Wielerdag van 2005.

De Profronde Westland (tot en met 2016 Wateringse wielerdag) is een jaarlijks terugkerend criterium dat op de donderdag in de week na de Ronde van Frankrijk wordt gehouden. Het criterium vindt, zoals de oude naam al zegt, plaats in Wateringen. De Wateringse wielerdag bestaat sinds 1973, sinds 1974 is er ook een profronde.
De editie van 2013 was volgens de organisatie met tussen de 40.000 en 42.000 mensen een van de drukst bezochte.

## Winnaars profronde
| Jaar | Winnaar                   |
| ---- | ------------------------- |
| 2024 | Jasper Philipsen          |
| 2023 | Wout Poels                |
| 2022 | Dylan van Baarle          |
| 2021 | (afgelast vanwege Corona) |
| 2020 | (afgelast vanwege Corona) |
| 2019 | Steven Kruijswijk         |
| 2018 | Dylan Groenewegen         |
| 2017 | Ramon Sinkeldam           |
| 2016 | Dylan Groenewegen         |
| 2015 | Niki Terpstra             |
| 2014 | Sebastian Langeveld       |
| 2013 | Johnny Hoogerland         |
| 2012 | Laurens ten Dam           |
| 2011 | Mark Cavendish            |
| 2010 | Koos Moerenhout           |
| 2009 | Fabian Cancellara         |
| 2008 | Fränk Schleck             |
| 2007 | Michael Boogerd           |
| 2006 | Óscar Freire              |
| 2005 | Pieter Weening            |
| 2004 | Robbie McEwen             |
| 2003 | Baden Cooke               |
| 2002 | Stefan van Dijk           |
| 2001 | Michael Boogerd           |
| 2000 | Léon van Bon              |
| 1999 | Marc Lotz                 |
| 1998 | Léon van Bon              |
| 1997 | Jeroen Blijlevens         |
| 1996 | Michael Boogerd           |
| 1995 | Servais Knaven            |
| 1994 | Bo Hamburger              |
| 1993 | Maarten den Bakker        |
| 1992 | Erik Breukink             |
| 1991 | Phil Anderson             |
| 1990 | Erik Breukink             |
| 1989 | Marc van Orsouw           |
| 1988 | Gerrit Solleveld          |
| 1987 | Teun van Vliet            |
| 1986 | Johan van der Velde       |
| 1985 | Maarten Ducrot            |
| 1984 | Bert Oosterbosch          |
| 1983 | Henk Lubberding           |
| 1982 | Leo van Vliet             |
| 1981 | Joop Zoetemelk            |
| 1980 | Bert Oosterbosch          |
| 1979 | Leo van Vliet             |
| 1978 | Jan Raas                  |
| 1977 | Jan Raas                  |
| 1976 | Jos Schipper              |
| 1975 | Tino Tabak                |
| 1974 | Donald Allen              |

## Ref.
1. ↑  "Hoogerland de snelste in criterium Wateringen" NU.nl, 25 juli 2013